# Euphoria fulgida
Euphoria fulgida är en skalbaggsart som beskrevs av Fabricius 1775. Euphoria fulgida ingår i släktet Euphoria och familjen Cetoniidae.

## Underarter
Arten delas in i följande underarter:
- E. f. limbalis
- E. f. fuscocyanea
- E. f. holochloris

## Bildgalleri

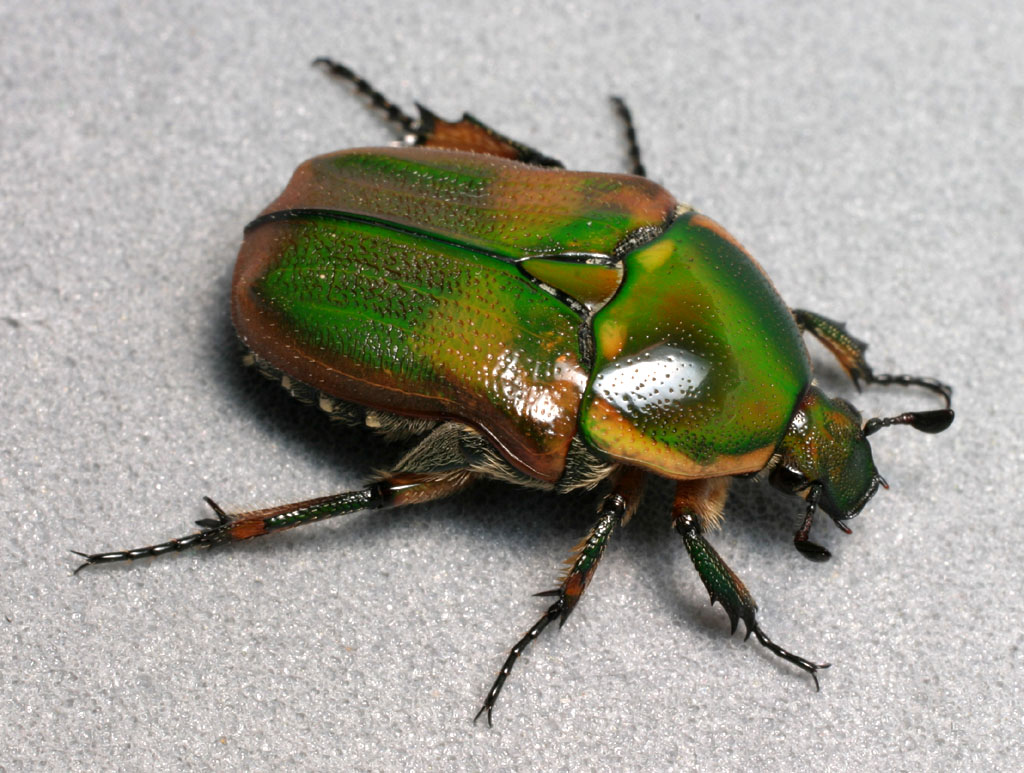